# フッドリバー (オレゴン州)
フッドリバー（Hood River）は、アメリカ合衆国オレゴン州の都市。フッドリバー郡の郡庁所在地である。人口は8,313人（2020年）。コロンビア川に面した港町で、近くを流れるフッド川に因んで名付けられた。ポートランドの東80㎞に位置している。

## 歴史
1858年9月30日、現在のフッドリバー市の位置にメアリー・コー郵便局が設立され  、市自体は1895年に設立された。  元々はワスコ郡の一部だったが、フッドリバー郡が1908年に設立された際に同郡の郡庁所在地となった。 

### フッドリバー事件
フッドリバー事件とは、1944年11月29日に16名の日系二世軍人の名前がフッドリバーの「名誉の壁」から削除された事件である。この事件は日系人の強制収容が連邦政府によって解除され収容されていた日系人が解放された際、それに対する抗議活動の一環として行われた。日系兵がフィリピンで行った英雄的な行動ののちにフッドリバーに対する全米の抗議活動が行われ、1945年4月29日に名前が元に戻された。

## 地理
フッドリバーはフッド川とコロンビア川の合流地点に位置している。また、州最高峰であるフッド山が街の南48kmにそびえている。また、南側にはフッドリバーバレーがあり、リンゴ、洋梨、サクランボの産地として知られている。

## 経済

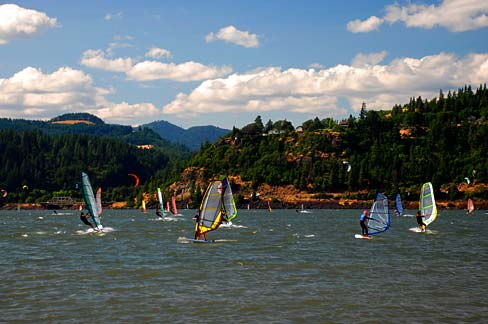
コロンビア川のウィンドサーファー

フッドリバーの経済は伝統的に農業、観光業、レクリエーション産業に支えられてきた。しかし、1990年代からはドローン開発を含む航空宇宙産業などのハイテク産業が成長してきている。長年にわたり太平洋岸北西部の農産地であり、また果物と材木の集積地でもあった。かつては林業も盛んであったが国立公園がコロンビア渓谷沿いに設定されたため、その後は果樹園やワイナリーが増加した。
フッドリバーではウィンドサーフィン、カイトサーフィンが盛んに行われている。また、カヤック、マウンテンバイク、ダウンヒル、ノルディックスキー、ハイキングなども盛んである。
また、観光業も非常に盛んである。コロンビア渓谷沿いの果樹園での果物狩りを始め、アメリカ第２位の高さで最も美しい滝の一つとして知られるマルトノマの滝（188.5m）やクラウン・ポイント（展望台）などが見られるハイキングも人気である。
全米の数多くの観光雑誌で取り上げられており、CNNではリバーフロントタウンベスト11に選出された。また、醸造業も盛んに行われており、12以上のワイナリーや醸造業者がフッドリバーには存在する。

## 気候
西部の温帯雨林、東部のステップ気候に挟まれ、比較的穏やかな気候である。冬には雨が良く降り、夏場は涼しい。年平均降水量は30インチ (760 mm)。また、コロンビア渓谷に面しているため、渓谷を吹き抜けた強風が吹くことが多い。
| 月                         | 1月          | 2月          | 3月         | 4月         | 5月         | 6月         | 7月         | 8月         | 9月         | 10月        | 11月         | 12月         | 年           |
| -------------------------- | ------------ | ------------ | ----------- | ----------- | ----------- | ----------- | ----------- | ----------- | ----------- | ----------- | ------------ | ------------ | ------------ |
| 平均最高気温 °F （°C）     | 42.1 (5.6)   | 47.1 (8.4)   | 54.8 (12.7) | 61.2 (16.2) | 68.7 (20.4) | 74.4 (23.6) | 81.7 (27.6) | 82.2 (27.9) | 76.1 (24.5) | 63.5 (17.5) | 49.4 (9.7)   | 40.2 (4.6)   | 61.8 (16.6)  |
| 日平均気温 °F （°C）       | 36.1 (2.3)   | 38.8 (3.8)   | 44.9 (7.2)  | 50.0 (10)   | 56.8 (13.8) | 62.3 (16.8) | 68.0 (20)   | 67.7 (19.8) | 61.0 (16.1) | 50.8 (10.4) | 41.7 (5.4)   | 34.8 (1.6)   | 51.08 (10.6) |
| 平均最低気温 °F （°C）     | 30.2 (−1)    | 30.6 (−0.8)  | 34.9 (1.6)  | 38.8 (3.8)  | 44.8 (7.1)  | 50.3 (10.2) | 54.4 (12.4) | 53.3 (11.8) | 45.9 (7.7)  | 38.0 (3.3)  | 34.1 (1.2)   | 29.4 (−1.4)  | 40.4 (4.7)   |
| 降水量 inch （mm）         | 5.21 (132.3) | 3.97 (100.8) | 2.98 (75.7) | 1.76 (44.7) | 1.30 (33)   | 0.87 (22.1) | 0.29 (7.4)  | 0.31 (7.9)  | 0.95 (24.1) | 2.26 (57.4) | 5.41 (137.4) | 5.98 (151.9) | 31.30 (795)  |
| 降雪量 inch （cm）         | 8.3 (21.1)   | 6.0 (15.2)   | 0.8 (2)     | 0.0 (0)     | 0.0 (0)     | 0.0 (0)     | 0.0 (0)     | 0.0 (0)     | 0.0 (0)     | 0.1 (0.3)   | 2.1 (5.3)    | 8.2 (20.8)   | 25.5 (64.8)  |
| 平均降水日数 （≥0.01 in.） | 18.6         | 14.9         | 15.4        | 12.7        | 9.3         | 6.2         | 2.2         | 2.2         | 4.7         | 10.7        | 19.2         | 18.1         | 134.1        |
| 出典：NOAA                 |              |              |             |             |             |             |             |             |             |             |              |              |              |

## 人口動静
以下は2010年国勢調査に基づく。
| 基礎データ - 人口：7,167人 - 世帯数：2,972世帯 - 家族数：1,728家族 - 人口密度：1,085.2人/km² - 住居数：3,473軒 - 住居密度：525.9軒/km² 人種別人口構成 - 白人：86.9% - アフリカン・アメリカン：0.5% - ネイティブ・アメリカン：0.6% - アジア人：1.5% - 太平洋諸島系：0.1% - その他：7.4% - 混血：3.0% - ヒスパニック・ラテン系：24.4% 世帯と家族 - 18歳未満の子供がいる: 33.8% - 結婚・同居している世帯: 43.2% - 未婚・離婚女性が世帯主である世帯:11.0% - 未婚・離婚男性が世帯主である世帯:4.0% - 非家族世帯: 41.9% - 単身世帯: 33.4% - 65歳以上の老人1人暮らし: 13.8% - 平均構成人数 - 世帯: 2.39人 - 家族: 3.12人 | 年齢別人口構成 - 18歳未満：25.9% - 18歳-24歳：7.3% - 25歳-44歳：30.6% - 45歳-64歳：23.5% - 65歳以上：12.7% - 年齢の中央値：36.3歳 - 男女比 - 男性：47.9% - 女性：52.1% 収入と家計（2000年国勢調査） - 収入の中央値 - 世帯: 31,580米ドル - 家族: 35,568米ドル - 性別 - 男性: 31,583米ドル - 女性: 24,764米ドル - 人口1人あたり収入: 17,609米ドル - 貧困線以下 - 対人口: 17.3% - 対家族数: 12.1% - 18歳未満: 28.7% - 65歳以上: 14.3% |

## 芸術と文化

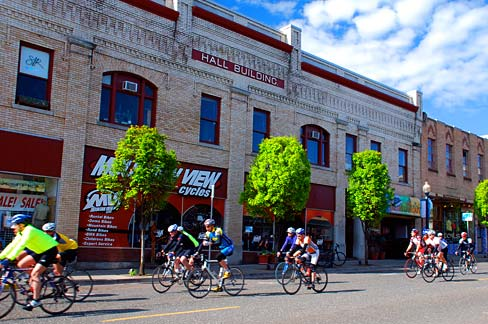
ダウンタウンで開催される自転車レース

カスケード山脈を背景とした景観が有名であり、世界中から芸術関係者が集まっている。2018年には南メソジスト大学全米芸術研究センターが発表する芸術で活気のある小都市一覧に掲載された。
また、フッドリバーには6つの楽団が所属するコロンビア渓谷オーケストラ協会が本部を置いている。この教会は当初1977年に中部コロンビア小交響楽団として発足し、その後オレゴン室内楽協会と合併した。

### 年間行事
4月には花まつり、10月には収穫祭が毎年開催される。
また、コロンビア川最古の水泳大会である、ロイ・ウェブスター水泳大会がレイバー・デーに開催される。この大会は1942年から毎年開催されていたが、2017年に山火事によって初めて中止となった。また、全米ウィンドサーフィン競技会が2001年、2009年、2012年に開催された。

### 美術館やその他の名所

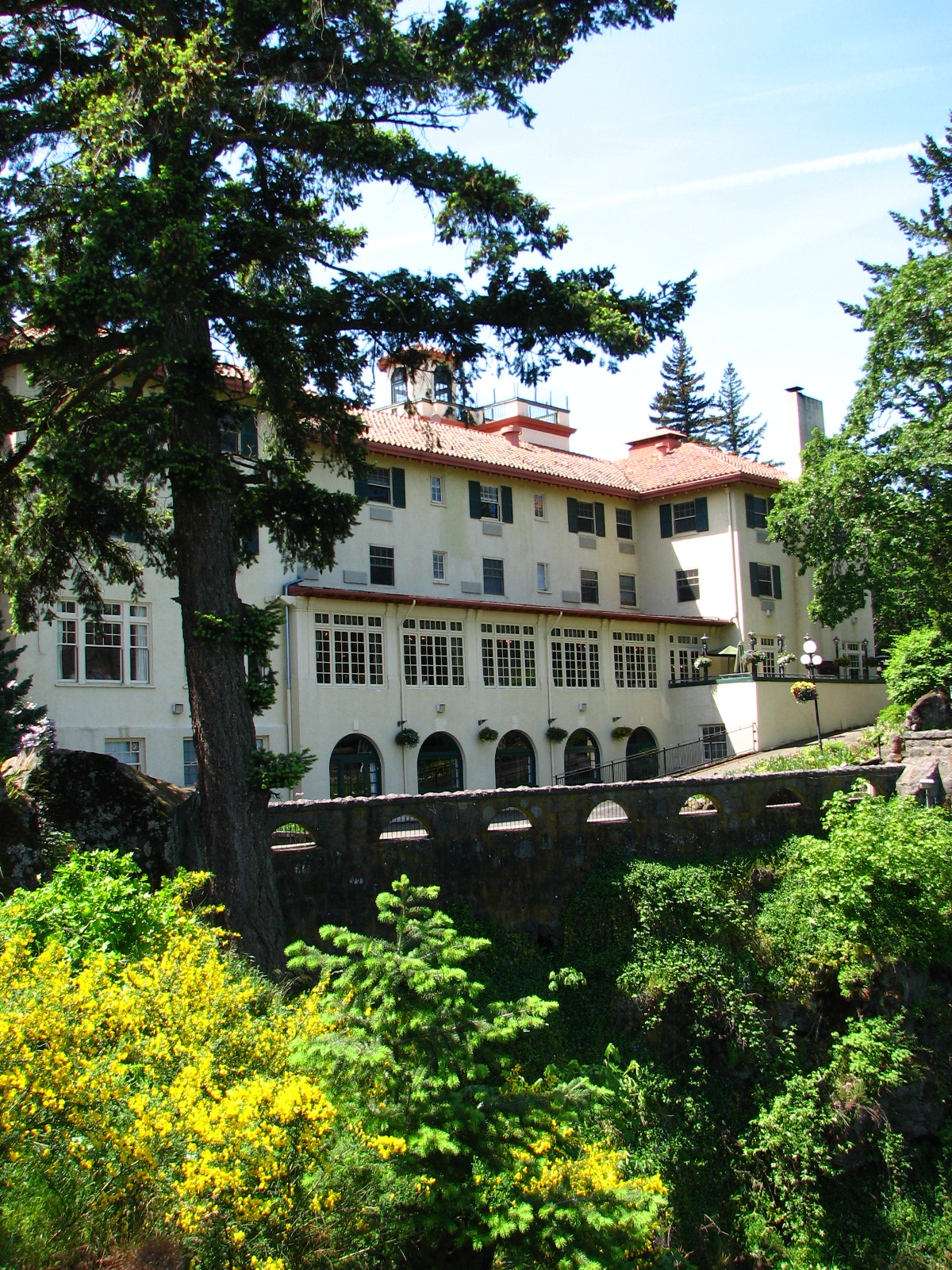
コロンビア渓谷ホテル アメリカ合衆国国家歴史登録財

フッドリバー郡歴史博物館や西洋飛行機・自動車博物館がある。また、国際カルーセルアート美術館もあったが、2010年に閉館した。また、1920年に建てられたコロンビア渓谷ホテルを含むアメリカ合衆国国家歴史登録財に登録された歴史建築が20以上存在する。 
フッドリバー最古の建築物はエズラ・L・スミスホームで1886年に建設された。スミスは地元の名士であり、州政や農業政策、フッドリバーの市昇格、銀行業などに影響力を発揮した。この家は40年以上空き家として放置されていたが、現在はワイン製造に利用されている。

## レクリエーション
フッドリバーはフッド山観光の拠点として利用されている。また、スポーツのメッカとしてウィンドサーフィン、カイトサーフィン、カヤック、SUP、スキーなどが盛んである。ニューヨーク・タイムズやナショナル・ジオグラフィックなどでも数多く取り上げられている。

## 教育
初等教育、中等教育はフッドリバー郡学区で提供されている。また、フッドリバー市の環境政策の一環として青空教室プロジェクトが実施されている。高等教育ではコロンビア・ゴージ・コミュニティ・カレッジのキャンパスがフッドリバーに設置されている。

## マスメディア

### 新聞
隔日紙のフッドリバー・ニュースがイーグル・ニュースペーパー社から毎週水曜と土曜に発行されている。

### 雑誌
コロンビア・ゴージマガジンとザ・ゴージマガジンという雑誌が発行されている。

## インフラ

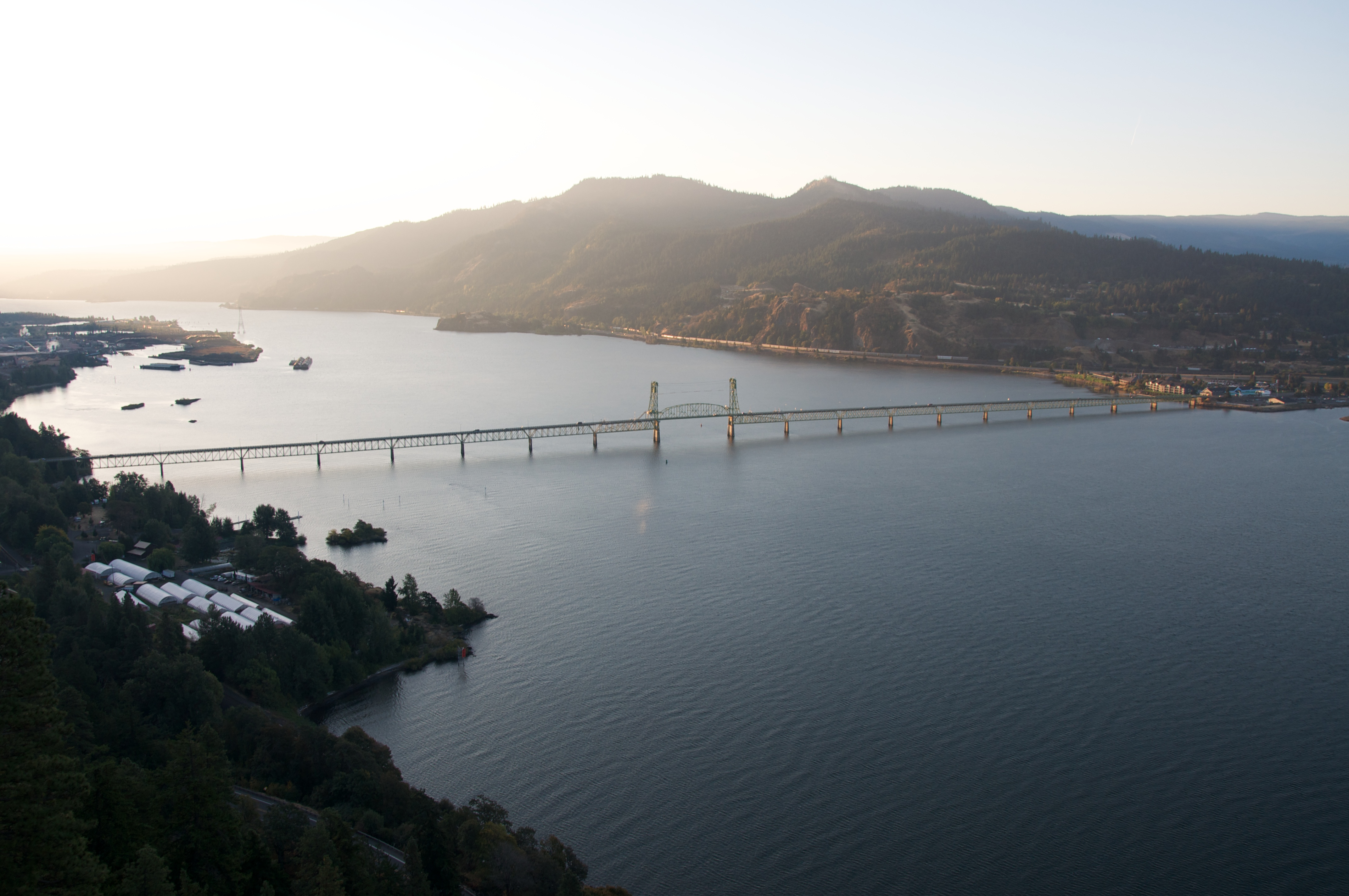
フッドリバーブリッジ

### 交通手段
空港
ケン・ジャーンステッド飛行場はあるが、定期便は運行されていない。しかし、ポートランド国際空港が車で1時間程度の位置にある。 
高速道路
州間高速道路84号西線とオレゴン州道35号線がフッドリバーを通過している。 
鉄道
フッドリバー駅は保存鉄道の一つであるマウントフッド鉄道の北端であり、少量の貨物と乗客を輸送している。また、ユニオン・パシフィック鉄道が都市間輸送を担っている。
港湾
1933年にフッドリバー港が設置された。

## 著名人
- セシル・D・アンドラス：政治家、 アイダホ州知事
- サミー・カールソン：フリースキーヤー、Xゲームメダリスト
- デーモン・ナイト：SF作家
- ドン・ワカマツ：プロ野球監督兼マネージャー
- ミノル・ヤスイ：弁護士、公民権活動家

## 姉妹都市
- 青森県鶴田町
  - 1977年7月27日に姉妹盟約を締結[8]